# Хайм, Эрнст Людвиг
Эрнст Людвиг Хайм (нем. Ernst Ludwig Heim) (22 июля 1747 года, Зольц, Тюрингия — 15 сентября 1834 года, Берлин, Пруссия)- немецкий врач и натуралист, получивший звание почетного гражданина Берлина в 1822 году. Он был популярен тем, что предоставлял бесплатное лечение в Берлине. Как естествоиспытатель Хайм оказал влияние на Александра фон Гумбольдта и Христиана Конрада Шпренгеля .

## Биография
Хайм родился в семье пастора Иоганна Людвига Хайма (1704—1785), автора «Хеннбергских хроник». Его матерью была дочь пастора из Фридельхаузена Кристофа Сигизмунда Вагнера и Магды Регины Шельхас Доротея Регина Вагнер (1719—1764), У него было несколько братьев и сестер, которые также активно занимались наукой.
Брат Иоганн Людвиг Хайм (1741—1819): исполняющий обязанности советника и вице-президент консистории в Майнингене, автор книги «Геологическое описание гор Тюрингенского леса» (1796—1812).
Брат Георг Кристоф Хайм (1743—1807): пастор в Гумпельштадте, написал «Немецкую флору» (1799—1800).
Брат Фридрих Тимофей Хайм (1751—1820): пастор в Эффельдере, автор «Систематической классификации сортов вишни» (1819).
После завершения учёбы в Галльском университете (1766—1772) Хайм получил докторскую степень в области медицины в 1772 году. С 1775 года он жил в Шпандау под Берлином, был назначен городским врачом в 1776 году, а позже районным врачом в Хафельланд.
В 1783 году он переехал на Жандарменмаркт в Берлине и занимался врачебной практикой на Маркграфенштрассе. Ежегодно он лечил от трех до четырёх тысяч пациентов, причем, будучи бедным врачом, лечил многих бедных пациентов бесплатно. Хайм не делал никаких различий в лечении пациентов, стал очень популярным врачом. Его называли «оригинальным» человеком. Однажды он небрежно заметил курфюрсту Гессенскому: «Ваше Высочество столь же чопорны, как я всегда представлял себе настоящего курфюрста». А одному лейтенанту объяснил: «Кашель исходит из легких или это происходит от пьянства. Но ваш кашель исходит не из легких».
В Берлине Хайм провел первые прививки (вакцинация против оспы) коровьей оспы на основе работ Эдварда Дженнера.  Он давал уроки по ботанике восьмилетнему Александру фон Гумбольдту, был последним лечащим врачом прусской королевы Луизы.
Много десятилетий Хайм практиковал систему бесплатного лечения бедных пациентов ранним утром. Он был экспертом в диагностике заболеваний и внедрил новые методы, в том числе использование цвета и запаха для выявления болезней.
Вместе с Карлом Фердинандом Сигизмундом Бёмом (ум.1828 г.), Георгом Генрихом Бёром, Иоганном Гёрке , Авраамом Уоллом (ум.1805 г.) и Георгом Адольфом Велпером (1762—1842 гг.) был одним из создателей Ассоциации шести врачей, основанной 15 января 1799 года. В мае 1801 года к ним присоединился Кристоф Вильгельм Гуфеланд. Встречи проходили на частных квартирах врачей.
Умер 15 сентября 1834 года в своей постели, проводить врача в последний путь пришли тысячи берлинцев.

## Семья
Эрнст Людвиг Хайм женился на Шарлотте Мекер (1764—1842) в Шпандау в 1780 году. Она была дочерью бизнесмена Иоганна Петера Меккера и Марии Катарины Тесмер. У Хайма и его жены было два сына и шесть дочерей:
•	Иоганн Людвиг Эрнст (ум.1781)
•	Мария Кристиана (ум.1781)
•	Мария Кристиан (1782—1850)
•	Генриетта Вильгельмина (1783—1820)
•	Каролина Эрнестина (1786—1786)
•	Каролина Вильгельмина (ум.30 марта 1862 г.)
•	Август Вильгельм (1789—1850)
•	Август Юлиан (31 мая 1792 г. — 3 августа 1820 г.)
•	Ида (12 сентября 1796 г .- 28 января 1873 г.)
В конце XIX века Луиза Хайм подарила орган Кюн церкви в Зольце,  а в 1890 году церковные часы, которые работают и сегодня.

## Награды
Мемориальная доска на доме на Reformationsplatz 2 в Берлине-Шпандау
Хайм стал почетным гражданином Берлина в 1822 году по случаю своего 50-летия.
28 ноября 1822 года был избран членом Немецкой академии естествознания (регистрационный номер 1246).
Хайм был кавалером Ордена Красного Орла III-го класса и рыцарем Ордена Полярной Звезды .

## Память
Его могила на кладбище II Иерусалима и Новой церкви в Берлине-Кройцберге, Zossener Strasse, раздел 3.1, была включена в список почётных могил города Берлина .
В честь Хайма названы общественные объекты и улицы Берлина, ему воздвигнуты многочисленные памятники, в том числе на площади Хелен-Вайгель-Платц есть бюст, созданный скульптором Зигфридом Вермайстером в 1986 году.
1984 году почта Берлина выпустила почтовую марку, посвященную 150-летию Эрнста Людвига Хайма.
Род растений в Америке был назван в честь Хайма .

## Труды
- A. [August Friedrich Gottlieb] Paetsch (Hrsg.): Dr. Ernst Ludwig Heim's Vermischte medicinische Schriften. F.A. Brockhaus, Leipzig 1836 (Шаблон:Digitalisat).